# Ангуло, Педро
Педро Мигель Ангуло Арана (исп. Pedro Miguel Angulo Arana; род. 5 февраля 1960, Лима) — перуанский юрист и политик, занимавший пост премьер-министра Перу при президентстве Дины Болуарте с 10 по 21 декабря 2022 года.

## Образование
Ангуло Арана получил степень бакалавра в области коммуникационных наук в Национальном университете Федерико Вильярреала, позже получил степень магистра и доктора юридических наук в Национальном университете Сан-Маркос.

## Политическая карьера
До своего назначения премьер-министром Перу Ангуло занимал должность старшего прокурора в Государственной прокуратуре. В ноябре 2020 года был выбран кандидатом в президенты от правой партии «Контиго» на всеобщих выборах в Перу в 2021 году, но не смог вовремя зарегистрироваться для участия в выборах.

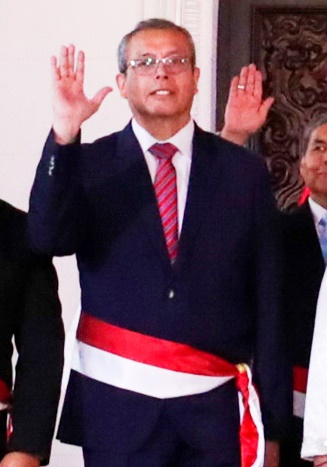
Ангуло в должности премьер-министра

10 декабря 2022 года президент Дина Болуарте привела Ангуло к присяге в качестве премьер-министра Перу. 21 декабря его сменил Альберто Отарола.

## Споры
В 2006 году Международная ассоциация по защите свободы слова (IFEX) раскритиковала действия Ангуло в качестве государственного обвинителя, когда он обвинил журналиста в сокрытии доказательств, при этом IFEX заявила, что действия журналиста не являются преступлением по законодательству Перу и что он пытался транслировать предполагаемые записи главы Национального совета по разведке Сесара Алмейды шантажировал генерала Оскара Вильянуэву.
По данным «Голоса Америки», с момента своего назначения в декабре 2022 года Ангуло столкнулся с 13 уголовными расследованиями, включая злоупотребление полномочиями, злоупотребление государственным управлением, злоупотребление общественным доверием, шантаж, вымогательство и другие. Газета La República написала, что премьер-министру Ангуло предъявлены обвинения в сексуальных домогательствах к женщинам-помощницам и поддержке действий Сесара Инострозы, который незаконно попросил об одолжении у судьи Марии Апасы и бежал из Перу.